# Bundeswehr-Attraktivitätssteigerungsgesetz
Das Gesetz zur Steigerung der Attraktivität des Dienstes in der Bundeswehr, kurz Bundeswehr-Attraktivitätssteigerungsgesetz (BwAttraktStG), nichtamtliche Kurzform Bundeswehrattraktivitätssteigerungsgesetz, ist eine am 26. Februar 2015 vom Deutschen Bundestag „mit beigefügten Maßgaben“, also mit zusätzlichen nachträglichen Änderungen, im Übrigen unverändert verabschiedete und nicht zustimmungsbedürftige Rechtsnorm, welche unter anderem die Arbeitsbedingungen, sowie die Besoldung und Versorgung der Beschäftigten der Bundeswehr verbessern, und somit die Attraktivität der Bundeswehr als Arbeitgeberin steigern soll.
Hierbei handelt es sich um ein Artikelgesetz für dessen novellierende Wirkung sich das Bundesministerium des Innern (BMI) und das Bundesministerium der Verteidigung (BMVg) federführend verantwortlich zeichnen.

## Historie
Es wurde am 13. Mai 2015 von der Bundesregierung der 18. Wahlperiode, vertreten durch den Bundespräsidenten Joachim Gauck, die Bundeskanzlerin Angela Merkel, die Bundesministerin der Verteidigung Ursula von der Leyen und den Bundesminister des Innern Thomas de Maizière, ausgefertigt, am 22. Mai 2015 im Bundesgesetzblatt verkündet und trat gem. Art. 13 Abs. 1 BwAttraktStG am 23. Mai 2015, vorbehaltlich der Absätze 2 bis 9, in Kraft.

## Inhalt
Das Gesetz enthält Regelungen zur Steigerung der Attraktivität des Dienstes in den Kernbereichen Arbeitsbedingungen und dienstliche Gestaltung, zur Vergütung, sowie zur sozialen Absicherung und Versorgung, mit dem Ziel die personelle Einsatzfähigkeit der Bundeswehr zu erhalten.

### Arbeitsbedingungen und Dienstgestaltung
Zu einer Verbesserung der Arbeitsbedingungen und der Dienstgestaltung sind insbesondere die Einführung einer regelmäßigen Arbeitszeit von 41 Stunden in der Woche für Soldaten im Grundbetrieb, die Erweiterung der Möglichkeiten für Soldaten, Teilzeitbeschäftigung in Anspruch zu nehmen, und die Schaffung besserer Beförderungsmöglichkeiten vorgesehen.

### Vergütung und Besoldung
Die Attraktivität der Vergütung soll vor allem durch die Einführung eines Personalbindungszuschlages für Soldaten in Personalmangelbereichen, die strukturelle Verbesserung bei den Erschwerniszulagen, die Anpassung von Stellenzulagen mit besonderer Bedeutung für den Dienstbetrieb, und die Erhöhung des Wehrsoldes erhöht werden.

### Absicherung und Versorgung
Zu einer besseren sozialen Absicherung sollen vornehmlich Maßnahmen der erweiterten Nachversicherung für Soldaten auf Zeit in der gesetzlichen Rentenversicherung, der Aufhebung der Anrechnung von nachdienstlichem Einkommen aus privatwirtschaftlicher Tätigkeit auf die Dienstzeitversorgung von Soldaten bis zum Erreichen der für den Polizeivollzugsdienst geltenden besonderen Altersgrenzen, der Verminderung der Belastung für pensionierte Berufssoldaten, durch eine Vereinfachung der Dynamisierung der Verpflichtungen aus einem Versorgungsausgleich, und der stichtagsrückdatierten Einsatzversorgung für Altfälle beitragen.

## Fortentwicklung geltenden Rechts
Dies bewirkt die Einfügung, Neufassung und Änderung verschiedener Rechtssätze und betrifft die Änderung der Anlage IX (zu den Anlagen I und III) des Bundesbesoldungsgesetzes, sowie die Änderung weiterer zehn Gesetze und vier Rechtsverordnungen.
So formuliert Artikel 1 eine Änderung des Beamtenversorgungsgesetzes, Artikel 1a die Änderung des Einsatz-Weiterverwendungsgesetzes, Artikel 2 die Änderung des Bundesbesoldungsgesetzes, Artikel 3 die Änderung der Erschwerniszulagenverordnung, Artikel 3a die Änderung des Bundesmeldegesetzes, Artikel 4 die Änderung des Gesetzes über Ordnungswidrigkeiten, Artikel 5 die Änderung des Soldatengesetzes, Artikel 5a die Änderung der Elternzeitverordnung für Soldatinnen und Soldaten, Artikel 6 die Änderung der Soldatenlaufbahnverordnung, Artikel 7 die Änderung der Soldatinnen- und Soldatenteilzeitbeschäftigungsverordnung, Artikel 8 die Änderung des Reservistengesetzes, Artikel 9 die Änderung des Wehrsoldgesetzes, Artikel 10 die Änderung des Soldatenversorgungsgesetzes, Artikel 11 die Änderung des Schutzbereichgesetzes und Artikel 12 die Änderung des Sechsten Buches Sozialgesetzbuch. Artikel 13 regelt das Inkrafttreten des Gesetzes sowie von Teilen des selbigen, und verfügt das Außerkrafttreten des Vierten Zolländerungsgesetzes.